# Morogoro

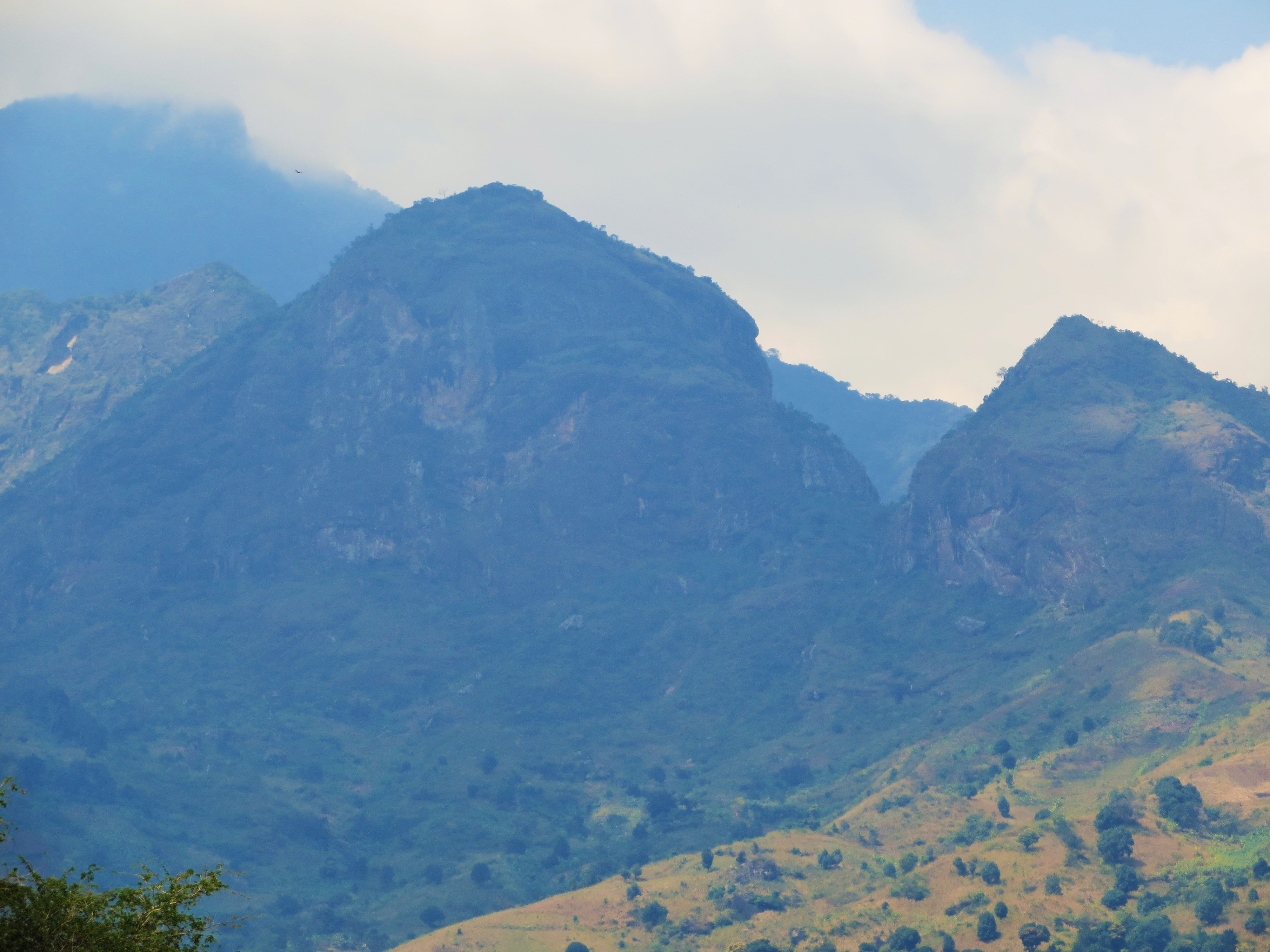
Dãy núi Uluguru trước mặt thành phố Morogoro

Morogoro là một thị trấn với dân số 315.866 người (điều tra dân số năm 2012) ở phía đông Tanzania, 196 kilômét (122 mi)về phía tây Dar es Salaam, trung tâm thương mại và thành phố lớn nhất của đất nước, và 260 kilômét (160 mi) phía đông Dodoma, thành phố thủ đô của đất nước. Morogoro là thủ đô của vùng Morogoro. Nó còn được gọi một cách không chính thức là "Mji kasoro bahari", tạm dịch là "thành phố thiếu một đại dương / cảng".  

## Tổng quan

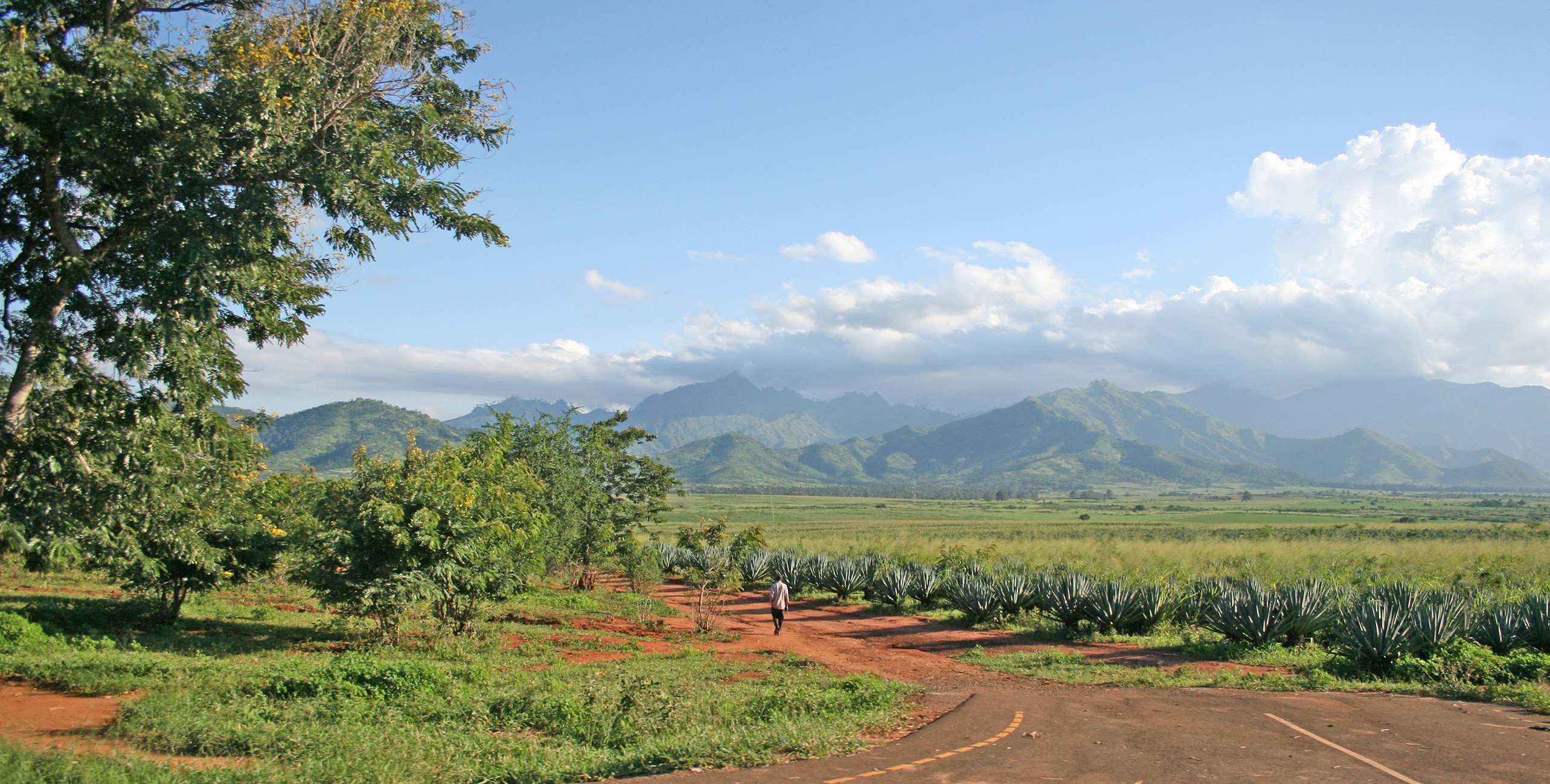
Đồn điền Salu ở ngoại ô Morogoro (dãy núi Uluguru ở phía sau)

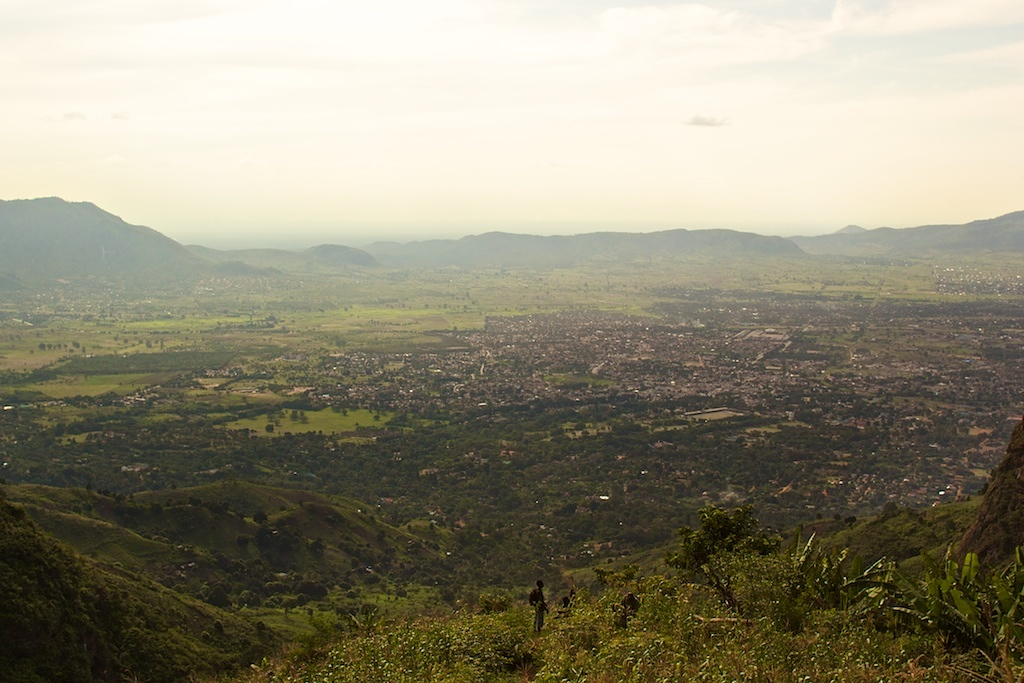
Nhìn từ trên không

Morogoro nằm dưới chân dãy núi Uluguru và là một trung tâm nông nghiệp trong khu vực. Đại học Nông nghiệp Sokoine có trụ sở tại thành phố. Một số địa điểm cũng được đặt trong thành phố, cung cấp vị trí cho trường học và bệnh viện.
Morogoro là quê hương của Salim Abdullah, người sáng lập ban nhạc jazz Marimba Cuba và Ban nhạc Jazz Morogoro, một ban nhạc nổi tiếng khác được thành lập vào năm 1944. Từ giữa thập niên 1960 đến 1970, Morogoro là quê hương của một trong những nhạc sĩ có ảnh hưởng và nổi tiếng nhất Tanzania, Mbaraka Mwinshehe, một tay guitar chính kiêm nhạc sĩ.
Morogoro là nhà của Trung tâm Amani, nơi đã giúp đỡ hơn 3.400 người khuyết tật ở các ngôi làng xung quanh.